# 잭 베니

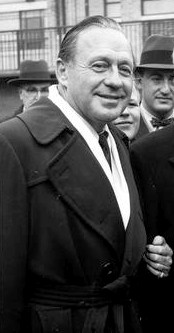
1958년의 잭 베니

잭 베니(Jack Benny, 1894년 2월 14일~1974년 12월 26일)는 벤자민(Benjamin Kubelsky) 출신의 미국의 희극인, 보드빌 배우, 또 라디오, 텔레비전, 영화 배우이다. 그는 20세기의 주도적인 미국 엔터테이너 가운데 한 명으로 널리 인정 받았다.

## 작품 출연
- 댓그 엔터테인먼트, 파트 2
- 매드 매드 대소동
- 후 워즈 댓 레이디?
- 《사느냐 죽느냐》 (1942)